# Heyang
Der Kreis Heyang (chinesisch 合阳县, Pinyin Héyáng Xiàn) ist ein Kreis der bezirksfreien Stadt Weinan in der chinesischen Provinz Shaanxi. Die Fläche beträgt 1.313 Quadratkilometer und die Einwohnerzahl 360.683 (Stand: Zensus 2020). 1999 zählte Heyang 430.496 Einwohner.
Im Kreisgebiet befinden sich die Bailiang-Shousheng-Tempel-Pagode (百良寿圣寺塔, Bǎiliáng Shòushèng sì tǎ), die Qingshi-Halle des Xuanwu-Tempels (玄武庙青石殿, Xuánwǔ miào Qīngshí diàn), die Song-zeitliche Daxiang-Pagode (大象寺塔, Dàxiàng sì tǎ), der Ming-zeitliche Heyang-Tempel (合阳文庙, Héyáng wénmiào), und in der Großgemeinde Hejiazhuang (和家庄镇) die Tang-zeitliche Luoshan-Pagode (罗山寺塔, Luóshān sì tǎ), die seit auf der Liste der Denkmäler der Volksrepublik China stehen.

## Administrative Gliederung
Auf Gemeindeebene setzt sich der Kreis aus zwölf Großgemeinden und vier Gemeinden zusammen. 